# Arisaema lichiangense
Arisaema lichiangense là một loài thực vật có hoa trong họ Ráy (Araceae). Loài này được W.W.Sm. mô tả khoa học đầu tiên năm 1914.